# 목포MBC 즐거운 오후 2시
임사랑의 즐거운 오후 2시는 목포MBC 표준FM (표준FM 89.1㎒)에서 평일 오후 2시 5분부터 오후 4시까지 방송되는 목포 등 전남 서남부 지역의 라디오 프로그램이다.

## 코너 소개
임사랑의 즐거운 오후 2시는 요일별로 다양한 코너로 구성된다.

### 월요일 1,2부
- 대중가요를 통해 알아보는 근현대사 : 역사강사 배기성이 전하는 재미있는 대중가요사

### 월요일 3부
- 투데이 남도 : 한 주간의 전남 소식을 전해  드립니다

### 월요일 4부
- 말하는 대로 듣고 싶은 대로 : 사연과 신청곡 소개 - 문자, 홈페이지로 신청

### 화요일 1,2부
- 박지현의 뭐시 당까 : 볼거리, 즐길거리, 먹을거리 등 전남의 모든 것을 퀴즈를 통해 알아봅니다

### 화요일 3부
- 명의보감 : 우리 지역 명의가 알려주는 건강 관리 특급비법

### 화요일 4부
- 말하는 대로 듣고 싶은 대로 : 사연과 신청곡 소개 - 문자, 홈페이지로 신청

### 수요일 1,2부
- 즐오두 백일장 : 2행시의 달인을 찾습니다!

### 수요일 3,4부
- 즐거운 초대석 : 열정 넘치는 가수들의 노래, 끼, 매력 등을 만나보는 시간

### 목요일 1,2부
- 주나연의 주드영 : 주옥같은 드라마, 영화들을 만나봅니다.

### 목요일 3부
- 즐오두 논스톱 뮤직 : 신청곡 5곡을 논스톱으로 보내드립니다.

### 목요일 4부
- 말하는 대로 듣고 싶은 대로 : 사연과 신청곡 소개 - 문자, 홈페이지로 신청

### 금요일 1,2부
- 그 가수 그 노래 : 우리가 사랑하는 가수의 불후의 명곡을 알아봅니다.

### 금요일 3,4부
- 사연 119 : 꺼진 사연도 다시보자, 주중에 꺼져버린 사연 구제하기

## 같이 보기
- 목포문화방송
- MBC 표준FM
  - 박준형, 박영진의 2시만세